# Ребровка (Павлодарская область)
Ребровка (каз. Ребровка) — село в Павлодарской области Казахстана. Находится в подчинении городской администрации Аксу. Входит в состав Жолкудукского сельского округа. Код КАТО — 551649400.

## Население
В 1999 году население села составляло 171 человек (85 мужчин и 86 женщин). По данным переписи 2009 года, в селе проживало 190 человек (94 мужчины и 96 женщин).